# Carlos Casteglione (político)
Carlos Roberto Casteglione Dias (Itapemirim/ES, 20 de maio de 1960). Nascido no distrito de Poço Dantas, mudou-se em 1972 com a família para Cachoeiro de Itapemirim onde foi prefeito até 31 de dezembro de 2016.
É formado em Ciências Biológicas pela Faculdade de Ciências, Letras e Filosofia “Madre Gertrudes de São José”  em 1986.
Antes de ser eleito prefeito de Cachoeiro de Itapemirim em 2008 pelo Partido dos Trabalhadores, foi eleito deputado estadual em 2002, onde Assembleia Legislativa presidiu a Comissão de Saúde e atuou como membro da Corregedoria Geral da Casa e das Comissões de Saúde e Educação, e participou também da Comissão de Agricultura.
Reeleito deputado estadual em 2006, Casteglione licenciou-se em março de 2007 para assumir a Secretaria de Estado do Trabalho, Assistência e Desenvolvimento Social (Setades).
Na 7ª edição do Prêmio Sebrae Prefeito Empreendedor Casteglione foi premiado em duas categorias por conta do apoio que deu ao programa NossoCrédito e pelas políticas públicas de incentivo ao empreendedor.

## Família
A família Casteglione é formada por mulher e três filhos.